# Nemastoma acrospinosum
Nemastoma acrospinosum was een hooiwagen uit de familie aardhooiwagens (Nemastomatidae). Het werd een junior subjectief synoniem van Paranemastoma titaniacum (Roewer, 1914) in Karaman (1995). (Ook omdat synoniemen de ondersoorten zijn Nemastoma acrospinosum acrospinosum Roewer, 1951 en Nemastoma acrospinosum pretneri Hadži, 1973). Na 2023 de geldige combinatie is Paranemastoma titaniacum (Roewer, 1914).